# Madison De La Garza
 (octobre 2010).
Madison Rose De La Garza, née le 28 décembre 2001 à Dallas au Texas, est une actrice américaine.
Elle est connue pour son rôle de Juanita Solis, la fille de Gabrielle Solis, dans la série télévisée Desperate Housewives. Elle a fait également des apparitions dans Jonas Brothers : Living the Dream dans l'épisode Rock Star in Training et dans le film de Disney Channel Princess Protection Program avec Demi Lovato, dont elle est la demi-sœur.

## Biographie
Madison De La Garza nait à Dallas (Texas). Sa mère est Dianna De La Garza (née Dianna Lee Smith) et son père Eddie De La Garza. Elle est la demi-sœur maternelle de la chanteuse et actrice Demi Lovato et de Dallas Lovato.
Elle apparaît dans des vidéos YouTube de Demi Lovato et est aussi une très bonne amie de Frankie Jonas, le petit frère des Jonas Brothers. C'est d'ailleurs grâce à Demi Lovato qu'elle se fait connaître du public. Elle obtient notamment un rôle régulier dans la série à succès Desperate Housewives où elle incarne Juanita Solis, l'aînée des filles de Gabrielle (Eva Longoria) et Carlos Solis (Ricardo Chavira).

### Vie privée
Le 06 septembre 2024, Madison et son petit ami Ryan Mitchell annoncent sur Instagram attendre leur 1er enfant, prévu pour le 24 octobre 2024. Le 26 octobre 2024, ils annoncent avoir malheureusement perdu leur bébé (une fille prénommée Xiomara), à la suite d'une césarienne d'urgence le 27 septembre 2024.

## Filmographie

### Télévision
Séries télévisées
- 2008 - 2012 : Desperate Housewives : Juanita Solis (72 épisodes)
- 2009 : Princess Protection Program : Mission Rosalinda : figurante
- 2009 : Sonny With A Chance : Sonny plus petite (Saison 1, épisode 20)
- 2014 : Bad Teacher : Kelsey (7 épisodes)
- 2014 : Bonne Chance Charlie : Zoé : (saison 4, épisode 18)
- 2017 : American Koko : Heidi (2 épisodes)

Documentaires
- 2008 : Jonas Brothers : Living the Dream : Elle-même
- 2017 : Demi Lovato : Simply Complicated : Elle-même

### Cinéma
Longs métrages
- 2016 : Caged No More de Lisa Arnold : Constanza

Courts métrages
- 2018 : Subjectif 16 de Brett Hodgson : Sophia
- 2020 : Pink Elephant d'elle même et Madeleine Noël Murden (réalisation)
- 2023 : Obviously de Matthew Winters

### Doublage
Séries télévisées
- 2014 : Muertoons : Bibi

Longs métrages
- 2018 : Gare aux Gnomes : Tiffany et Chelsea